# 0744
0744 è il prefisso telefonico del distretto di Terni, appartenente al compartimento di Perugia.
Il distretto comprende la parte orientale della provincia di Terni ed il comune di Magliano Sabina (RI). Confina con i distretti di Perugia (075) e di Spoleto (0743) a nord, di Rieti (0746) a est, di Poggio Mirteto (0765) e di Viterbo (0761) a sud e di Orvieto (0763) a ovest.

## Aree locali e comuni
Il distretto di Terni comprende 23 comuni suddivisi nelle 3 aree locali di Amelia (ex settori di Acquasparta, Amelia e Montecchio), Narni (ex settori di Magliano Sabina e Narni) e Terni. I comuni compresi nel distretto sono: Acquasparta, Alviano, Amelia, Arrone, Attigliano, Avigliano Umbro, Baschi, Calvi dell'Umbria, Ferentillo, Giove, Guardea, Lugnano in Teverina, Magliano Sabina (RI), Montecastrilli, Montecchio, Montefranco, Narni, Otricoli, Penna in Teverina, Polino, San Gemini, Stroncone e Terni .